# Stadsbrand van Eindhoven (1554)
De Stadsbrand van Eindhoven in 1554 was de tweede grote stadsbrand van Eindhoven. De eerste stadsbrand vond plaats in 1486. 
De brand ontstond waarschijnlijk door een ongelukje en 150 huizen gingen in vlammen op. Naar aanleiding van deze stadsbrand voerde Willem van Oranje een aantal maatregelen in. Zo kregen bewoners een subsidie als ze binnen drie jaar na de brand hun huis zouden opbouwen en met houten schaliën bedekken. Voor het dekken met pannen of tichels werd een derde van de gemaakte kosten vergoed. Huizen die niet door de brand waren aangetast, dienden binnen zes jaar een harde dakbedekking te krijgen. Ook werd getracht een eind te maken aan de vele steegjes en kronkelige straatjes. Het pakket aan maatregelen moest een eventuele volgende stadsbrand binnen de perken houden.  